# Armani
Giorgio Armani S.p.A được biết đến nhiều hơn dưới tên Armani, là một hãng thời trang nổi tiếng thế giới của Ý trên các lĩnh vực: thiết kế, sản xuất, phân phối và bán lẻ quần áo thời trang, phụ kiện kính, đồng hồ, đồ trang sức, mỹ phẩm, nước hoa, đồ nội thất...được thành lập bởi nhà tạo mẫu, doanh nhân, tỷ phú nổi tiếng Giorgio Armani.

## Lịch sử hình thành

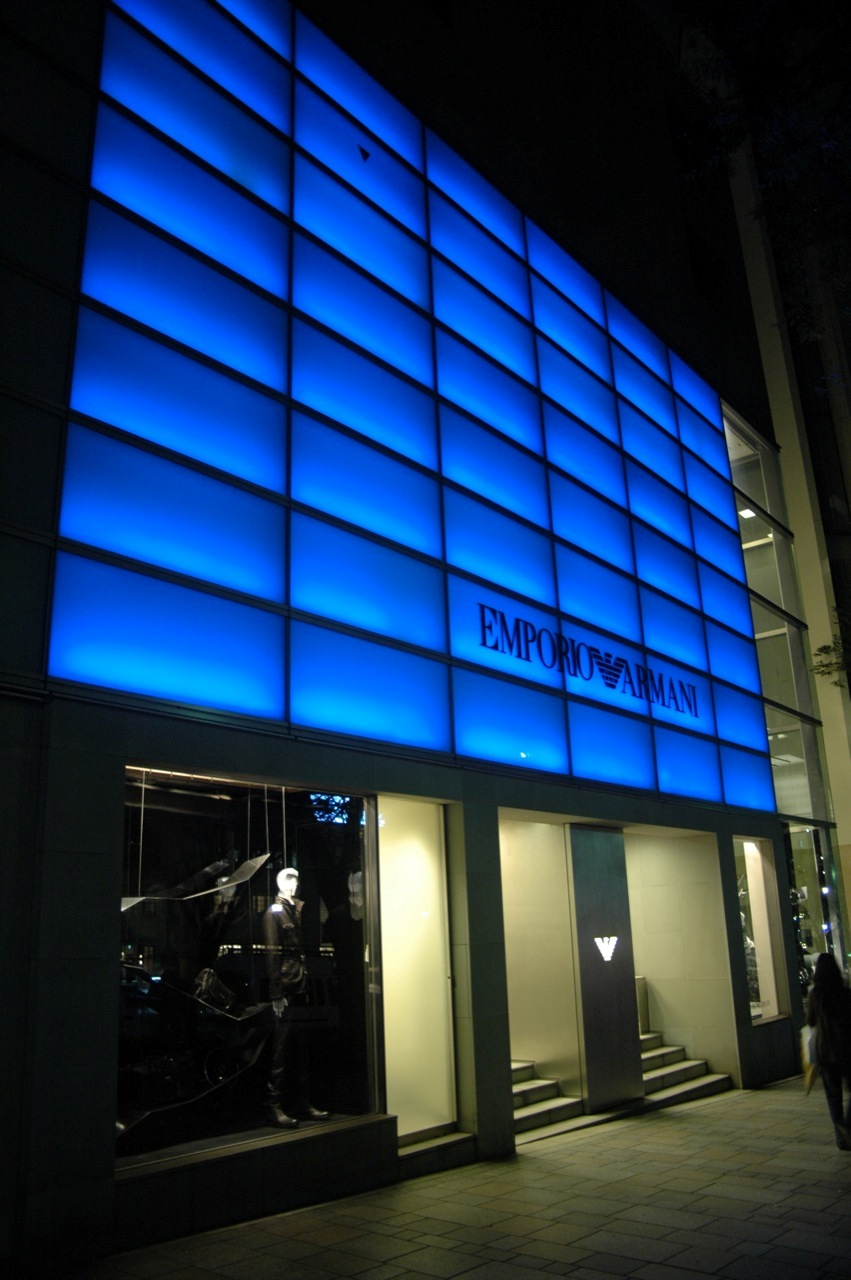
Emporio Armani tại Tokyo

Công ty có trụ sở tại Corso Venezia, Milano này, được thành lập vào ngày 24 tháng 7 năm 1975, khi Giorgio Armani và Sergio Galeotti chỉ có số vốn đầu tư của khoảng 2,5 triệu bảng Anh, chỉ ít tháng sau khi ra mắt bộ sưu tập Pret-à-Porter (Xuân/hè 1976), được trình diễn tại khách sạn Plaza ở Milano. Sự khởi đầu xuất sắc này đã mang lại danh tiếng thược đẳng cấp Châu Âu cho thương hiệu Armani, năm 1978 các thỏa thuận cấp phép với Tập đoàn Tài chính Dệt may tăng mạnh: Với hợp đồng này, Armani mở rộng quy mô và khai trương 1 trụ sở mới, với đầy đủ phòng họp báo và các phòng trưng bày. Một năm sau công ty mở rộng ra nước ngoài, và thành lập Giorgio Armani Corporation. Trong những năm cuối thập niên 70, Armani là một trong những công ty thời trang hàng đầu trên thế giới, giữ 1 vị trí quan trọng khi cho ra mắt dòng sản phẩm mới: các bộ sưu tập, Armani Junior, phụ kiện Armani, đồ lót Giorgio Armani và đồ bơi Giorgio Armani.
Vào thập niên 80, nhà tạo mẫu G. Armani đã bắt đầu hợp tác (vẫn còn duy trì đến ngày nay) với L'Oreal của Pháp, trong việc tạo ra dòng sản phẩm nước hoa của mình trong cùng thời kỳ tạo ra 2 dòng sản phẩm là: Armani Jeans và Emporio Armani, xây dựng của hàng thời trang cho "Emporio Armani "và" Giorgio Armani " ở Milano. Trong những năm đầu 80 công ty thiết lập một thỏa thuận cấp phép quan trọng với các mùi hương nước hoa và khởi động hai chiến dịch là Emporio Armani và Armani Jeans. Trong thời gian này công ty đã mở cửa hàng đầu tiên cho Emporio Armani (Milano), tiếp theo là mở cửa hàng Giorgio Armani đầu tiên (Milano). Nửa cuối thập kỷ này, công ty có nhiều mối quan hệ đối tác mới và tiếp tục mở rộng quy mô, theo triết lý quản lý tăng cường và nâng cao chất lượng cho các sản phẩm. Năm 1987, nhờ vào liên doanh với các công ty Itochu Corporation và Seibu Department Store của Nhật Bản, thì đã nảy sinh sự phân chia " Giorgio Armani Nhật Bản ". Một năm sau, công ty thiết lập một thỏa thuận với Luxottica để sản xuất kính đeo mắt. Ngoài ra để tăng cường kiểm soát chất lượng và phân phối sản phẩm, Giorgio Armani SpA theo đuổi một loạt các khoản đầu tư vốn cổ phần hiện nay bao gồm các società Intai (100%) và Antinea (100%), và Simint (100%), trong đó, tất cả cổ phiếu đã được mua lại vào năm 2001.

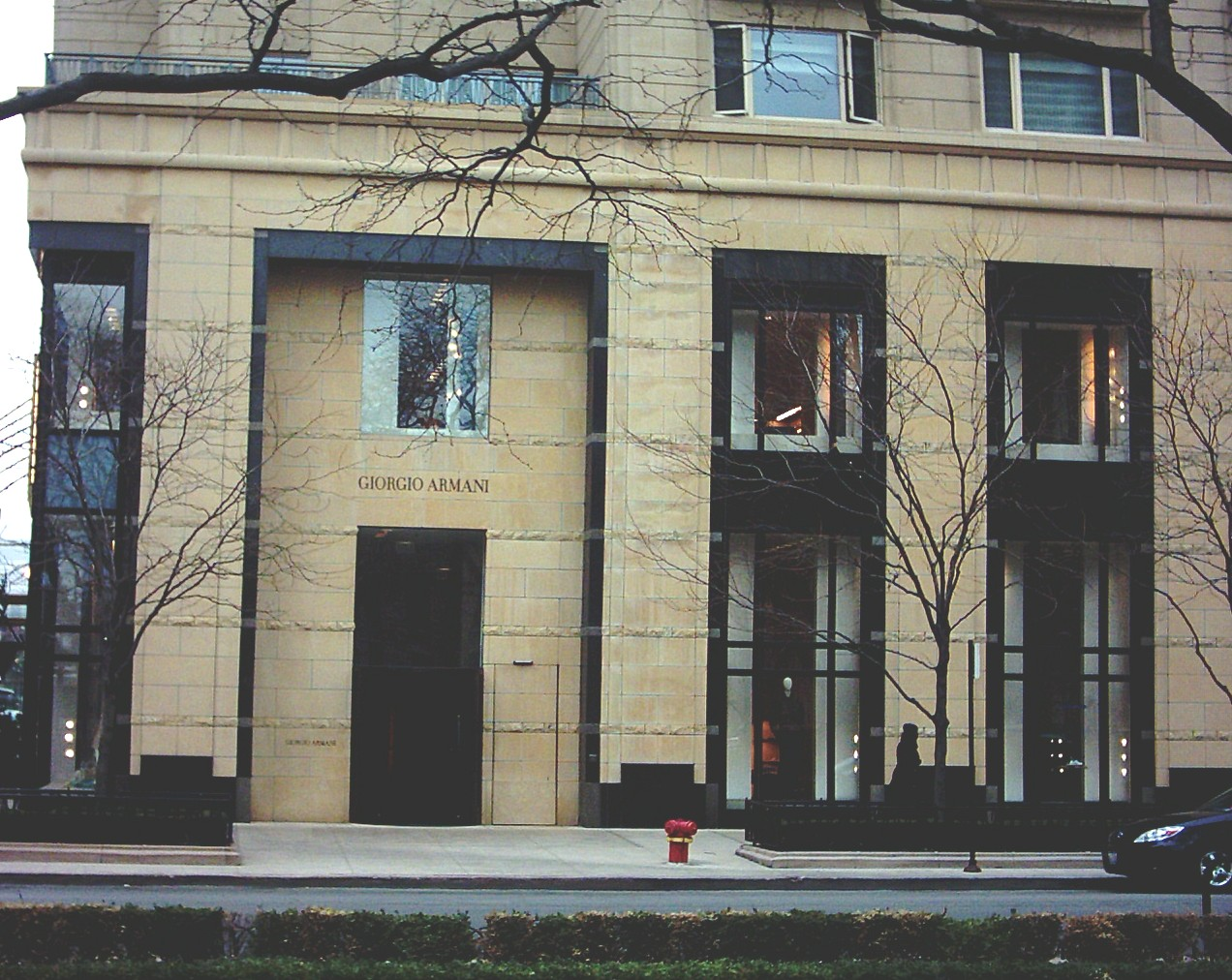
Một cửa hàng Armani tại Chicago

Vào cuối thập niên 90, Armani thành lập web site armaniexchange.com vào năm 1999, trang web thương mại điện tử của hãng. Cùng năm đó đã thấy sự ra đời Dòng sản phẩm Phụ kiện của Armani. Năm 2000 cho ra mắt web site quốc tế Armani.com, hợp tác với tập đoàn Zegna, chủ sở hữu 49% cổ phần của các trang web cho sản xuất và phân phối kinh doanh của dòng Armani Collezioni dành cho nam giới trên toàn thế giới, đồng thời tạo ra dòng sản phẩm Mỹ phẩm Giorgio Armani và Armani Casa, và cửa hàng tại khu phố mua sắm thời trang, tại 31 Via Manzoni. Năm sau, cửa hiệu " Phụ kiện Giorgio Armani " đầu tiên khánh thành, và trụ sở chính được chuyển từ 21,Bergognone đến 59 Borgonuovo: các trụ sở mới này, được thiết kế bởi kiến trúc sư nổi tiếng Nhật Bản Tadao Ando, tọa lạc trên nhà máy cũ của Nestlé, bao gồm nhiều văn phòng và các phòng trưng bày của Armani. Năm 2002. với điều kiện đầu tư tốt, Armani đã mua lại Deanna SpA, nhà máy sản xuất hàng dệt kim chất lượng cao, và Guardi, một công ty điều hành bốn nhà máy chuyên sản xuất giày dép, trong cùng năm đó dòng sản phẩm Armani Jewels đã ra đời. Trong năm 2004, năm của những hợp đồng tối quan trọng: một với Emaar Properties, đảm bảo mở 14 khách sạn sang trọng tầm cỡ thế giới, và cấp giấy phép cho sản xuất và phân phối tất và quần tất với Wolford.Dal.
Ngày 6 tháng 6 năm 2008, Giorgio Armani SpA đã xác nhận quyền sở hữu 80% cổ phần của đội bóng rổ Olimpia Milano, và được tài trợ bởi nhóm các sản phẩm thuộc thương hiệu Armani Jeans từ năm 2004 đến nay.

## Các nhãn hiệu
- Giorgio Armani
- Armani Collezioni
- Emporio Armani
- Armani Jeans (AJ)
- EA7 (Emporio Armani 7)
- A|X (Armani Exchange)
- Armani Casa
- Armani Occhiali
- Armani Privé
- Armani Fiori
- Armani Caffè
- Armani Dolci
- Armani Junior
- Armani Teen
- Armani Baby
- Armani Menasecca calzature
- Giorgio Armani Classico
- Armani Libri

## Phân phối

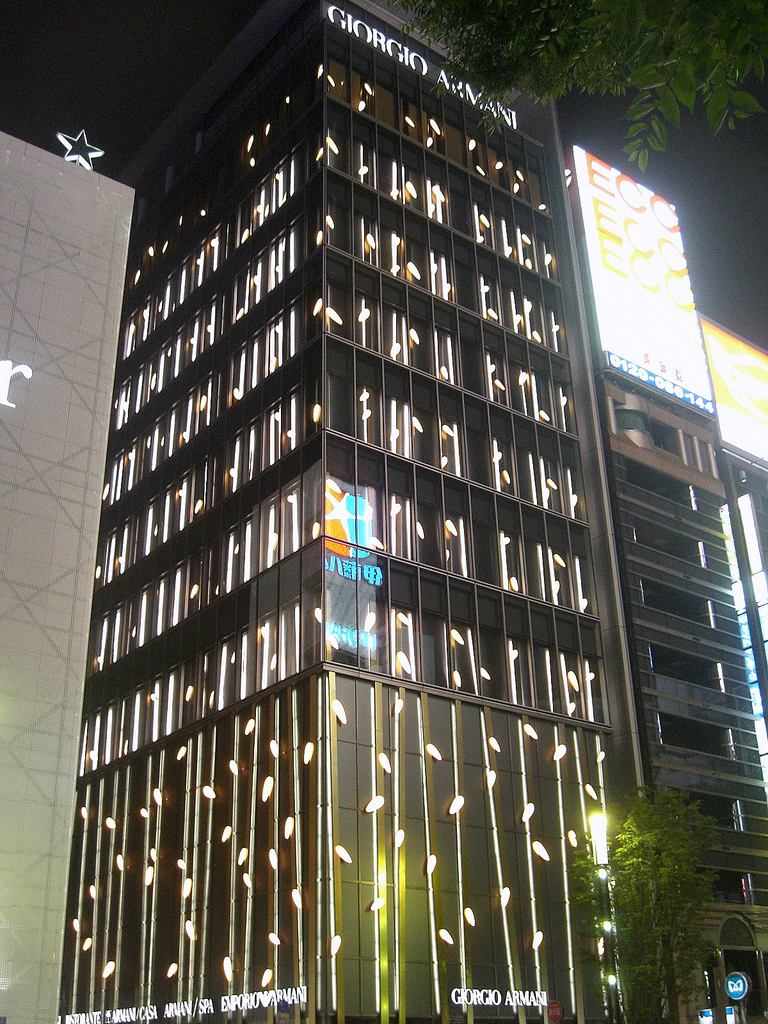
Armani/Ginza Tower tại Tokyo

Các cửa hàng đầu tiên "Emporio Armani" được khai trương vào năm 1981, tại số 1 Pisoni, tòa nhà ngày nay được gọi là "Cung điện Armani". Trong cùng một năm khai trương cửa hàng "Giorgio Armani" đầu tiên. Kể từ khi mở cửa nhiều cửa hiệu mới trên toàn thế giới Armani đã phát triển đạt tới đỉnh cao vào năm 2002 và 2003, trong thời gian đó 60 cửa hiệu mới được mở và cải tạo 27 cửa hiệu đã có mạng lưới phân phối của Armani phát triển tại 36 quốc gia, và bao gồm 59 cửa hiệu Giorgio Armani, 11 cửa hiệu Armani Collezioni, 122 Emporio Armani, 71 cửa hiệu A/X Armani Exchange cửa hiệu 13 AJ | Armani Jeans, 6 cửa hiệu Armani Junior, 1 Giorgio Armani Phụ kiện và 17 cửa hiệu Armani Casa tại 37 quốc gia trên toàn thế giới, cũng như bốn cửa hàng đa tổng hợp ở Milano, Monaco di Baviera (Armani / Fünf-Höfe), Tokyo (Armani / Ginza Tower) và Thượng Hải (Armani /3 Trên Bến Thượng Hải).

## Hoạt động từ thiện
E.A. Red, thương hiệu hợp tác với thương hiệu sản phẩm Red phi lợi nhuận ra đời vào năm 2006, sản xuất mắt kính và đồng hồ. Từ 31/1/2009 bắt đầu khởi động dự án nước cho cuộc sống, quyên góp 1 $  từ các sản phẩm được bán ra, để thu được quyên góp cho 1 dự án của 50,000$ UNICEF, dự án cung cấp nước sạch đến cho trẻ em Châu Phi.